# 아부 무슬림 이븐 무슬림

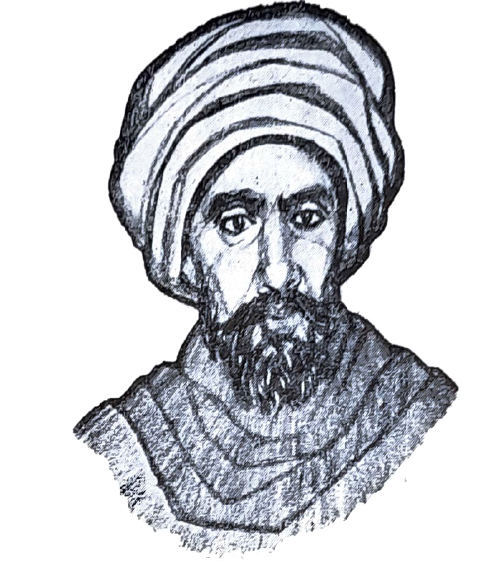

아부 무슬림 압드 알라흐만 이븐 무슬림 알쿠라사니(펀자브어: ابومسلم عبدالرحمان بن مسلم خراسانی, ‎718-9년 또는 723-7년생-755년몰)는 아바스조의 페르시아인 장군이다. 우마이야조를 무너뜨린 아바스 혁명을 이끌었다.